# شارون استریت
شارون استریت (انگلیسی: Sharon Street؛ زادهٔ ۱۹۷۳) دانشگاهی در دانشگاه نیویورک در زمینه فرااخلاق، و فیلسوف است.